# Christopher Gibbons
Christopher Gibbons (Londres, 22 d'agost, 1615 - Idem. 20 d'octubre, 1676) va ser un organista i compositor anglès.
Christopher Gibbons, fill del compositor anglès Orlando Gibbons, va quedar orfe als onze anys i acollit pel seu oncle Edward Gibbons (1568–1650), que era mestre de cor al King's College (Cambridge). Des de 1638 va treballar inicialment com a organista a la catedral de Winchester, abans que també havia ocupat aquest càrrec a la Chapel Royal i l'Abadia de Westminster a partir de 1660, com a successor del seu pare.
Alguns dels seus himnes per a ús de l'església, així com diverses fantasies per a cordes, han sobreviscut.